# Lillsjön (Fors socken, Jämtland)
Lillsjön är en sjö i Ragunda kommun i Jämtland och ingår i Indalsälvens huvudavrinningsområde. Sjön har en area på 0,102 kvadratkilometer och ligger 330,2 meter över havet.

## Delavrinningsområde
Lillsjön ingår i det delavrinningsområde (697963-155371) som SMHI kallar för Utloppet av Stor-Gussjön. Medelhöjden är 357 meter över havet och ytan är 48,97 kvadratkilometer. Det finns inga avrinningsområden uppströms utan avrinningsområdet är högsta punkten. Kvarnån (Norrån) som avvattnar avrinningsområdet har biflödesordning 2, vilket innebär att vattnet flödar genom totalt 2 vattendrag innan det når havet efter 92 kilometer. Avrinningsområdet består mestadels av skog (77 procent). Avrinningsområdet har 6,01 kvadratkilometer vattenytor vilket ger det en sjöprocent på 12,3 procent.